# 朱瑞 (1905年)
朱瑞（1905年9月13日—1948年10月1日），又名敦仲，中国江苏宿迁人，中国共产党高级将领，被誉为中国人民解放军炮兵之父。

## 生平

### 早期经历
1905年9月13日出生于江苏省宿迁县龙河乡（今宿迁市宿城区龙河镇）朱大兴庄一个三代延续的书香家庭。朱于1920年秋入徐州培心中学就读，1922年6月因发动罢课，抗议校方毒打学生而被开除，其后转入南京钟英中学学习。1924年，加入中国社会主义青年团，并入国立广东大学学习。1926年2月，朱获派前往入苏联莫斯科中山大学学习，1927年年秋，转入莫斯科克拉辛炮兵学校学习。1928年，加入苏联共产党，不久转入中国共产党。
1929年秋，朱瑞起程回国，但失去组织联系。1930年3月，因偶遇邓颖超，取得联系。4月，朱瑞任中共中央军委参谋科参谋。后历任长江局军委参谋长兼秘书长、中共中央军委兵运科兵暴训练班负责人等职，同时奉命设法对孙蔚如、孙殿英部进行策反工作。1932年1月，朱调任中国工农红军总司令部科长，不久又出任红十五军政治委员，6月改任红五军团红三军政治委员，12月升任红五军团政治委员。朱瑞率部参加了南雄水口战役和第四、第五次反围剿战争。1934年8月，朱调任红一军团政治部主任，10月率部参加长征。到达陕北以后，朱于1936年元旦在《战士报》上发表题为《艰苦的一年，伟大的一年》的新年献辞。1936年12月，朱升任红二方面军政治部主任。

### 抗日战争时期
抗战开始后，任中共北方局军委书记。1937年9月21日，朱瑞出席了在太原成成中学召开的联席会议，会后受周恩来派遣，化名关良，专门配备了一部电台，一个译电员，一个报务员，和两个特务员，1937年9月底到设在保定的第一战区司令部做统战工作，被程潜委任为上校主任秘书。不久任第十八集团军驻第一战区司令长官部联络处处长，副处长唐天际（1937年11月起）。1937年10月中旬联络处从磁县迁到新乡，朱瑞不再隐姓埋名，公开真实身份，并把中共豫北工委改为中共豫北特委，书记张萃中（不久由王卓如接任），组织部长聂真，宣传部长王卓如，青妇部长薛迅，军事部长敖纪民。 1937年11月，朱瑞在河南焦作成立了中共直鲁豫边省工委，下辖冀南特委、鲁西特委和豫北特委。朱瑞认为日军占据豫北后，黄河南、北联系将很困难，为了便于工作，派遣豫北特委书记张萃中持朱瑞的亲笔信，到开封向河南省委书记朱理治转达朱瑞的意见，将豫北特委归中共直鲁豫边省工委领导。1937年12月底，第一战区军队在日军的追逼下，开始向黄河南岸撤退。程潜和张轸劝朱瑞一块过黄河。朱以处理华北军政干部训练班（华干）善后为名，留在豫北工作。
1938年2月底，长治、晋城、阳城、汾阳等地相继沦陷，朱瑞带着第十八集团军驻第一战区长官司令部联络处和干训班一百多人由焦作向阳城转移。1938年3月3日在晋豫交界处的阳城县下寺坪村电请北方局和毛泽东，请求“胡、杨并告洛、毛：（一）、27、28两日，晋城、阳城相继失守，我随阳城县政府日夜辗转迁移，故联络中断。……（二）、我决以此为中心开展晋豫边工作。组织晋豫边军政委员会，由我负责，豫北特委、晋城中心县委书记、县长李敏之及唐天际参加，执行秘密领导。（三）、我决以此为中心开展晋豫边工作。”毛泽东于3月6日复电：“3日电悉，部署甚妥……。”“晋豫边甚重要，望有计划的部署沁水、翼城、曲沃、垣曲、济源、博爱、晋城地区的游击战争，配合主力在西北两面之行动。” 1938年3月底，朱瑞代表中共北方局在阳城县横河镇下寺坪村召开联席扩大会议，决定撤销直鲁豫边省工委、曲沃特委、河东特委、豫北特委，成立“中共晋豫特委”。聂真任书记，薛迅任组织部长，李哲人任宣传部长，敖纪民任军事部长，贾寄尘、温建平、阎子祥、唐天际等为特委委员。下属阳城、晋城、沁水、翼城、曲沃、绛县、夏县、平陆、芮城、虞乡、垣曲、运城、安邑、闻喜、济源、沁阳、孟县等17个县。以第十八集团军驻第一战区长官司令部联络处为基础，以“华干”部分干部为骨干，以少数红军干部为核心，组建了八路军豫晋边游击队司令部，唐天际任司令员，李敏之兼任副司令员，方升普任参谋长（后为副司令员），敖纪民为政治部主任（后为政委兼政治部主任），谌志寿为秘书处长。 截至1938年6月，先后建立了夏县、翼城、沁阳、晋城4个中心县委和阳城、垣曲两个直属县委。其中，沁阳中心县委辖济源、沁阳、孟县三个县委。 1939年1月，“中共晋豫特委”改称“晋豫地委”。十二月事变后，为避免摩擦升级，维护抗日统一战线大局，根据朱德总司令与卫立煌谈判协议，八路军晋豫边抗日游击支队主动撤出晋豫边，编入一二九师新编第一旅。晋豫特委也率领地方党员、干部数千人转移到太行山南平顺县境内。1940年1月晋豫地委改为中共晋豫区党委，聂真任书记。不久，晋豫区党委和太南区党委合并为中共太南区党委（后改为中共晋豫区党委），迁驻太南区平顺县境内，属中共晋冀豫区委领导。晋豫边区党的工作采取精干隐蔽、长期埋伏、以待时机的方针，转入秘密工作时期。
1939年5月，朱瑞与徐向前搭档赴山东领导游击战。同年8月，山东八路军部队进行重新编制，徐任八路军第一纵队司令员，朱瑞任政委，统一指挥山东和苏北地区的八路军部队（主要为山东纵队），组织山东抗日游击战争、对抗侵华日军扫荡，并进行整军及推行三三制。10月，任中共山东分局书记和山东军政委员会书记。随后，指挥部队取得鲁中战役和孙祖战斗的胜利。1943年12月，朱瑞入中共中央党校学习。1945年4月，朱参加了中国共产党第七次全国代表大会，会后，朱瑞拟任中央军委副参谋长。但朱瑞主动提出要负责炮兵建设，任延安炮兵学校代理校长。

### 第二次国共内战时期

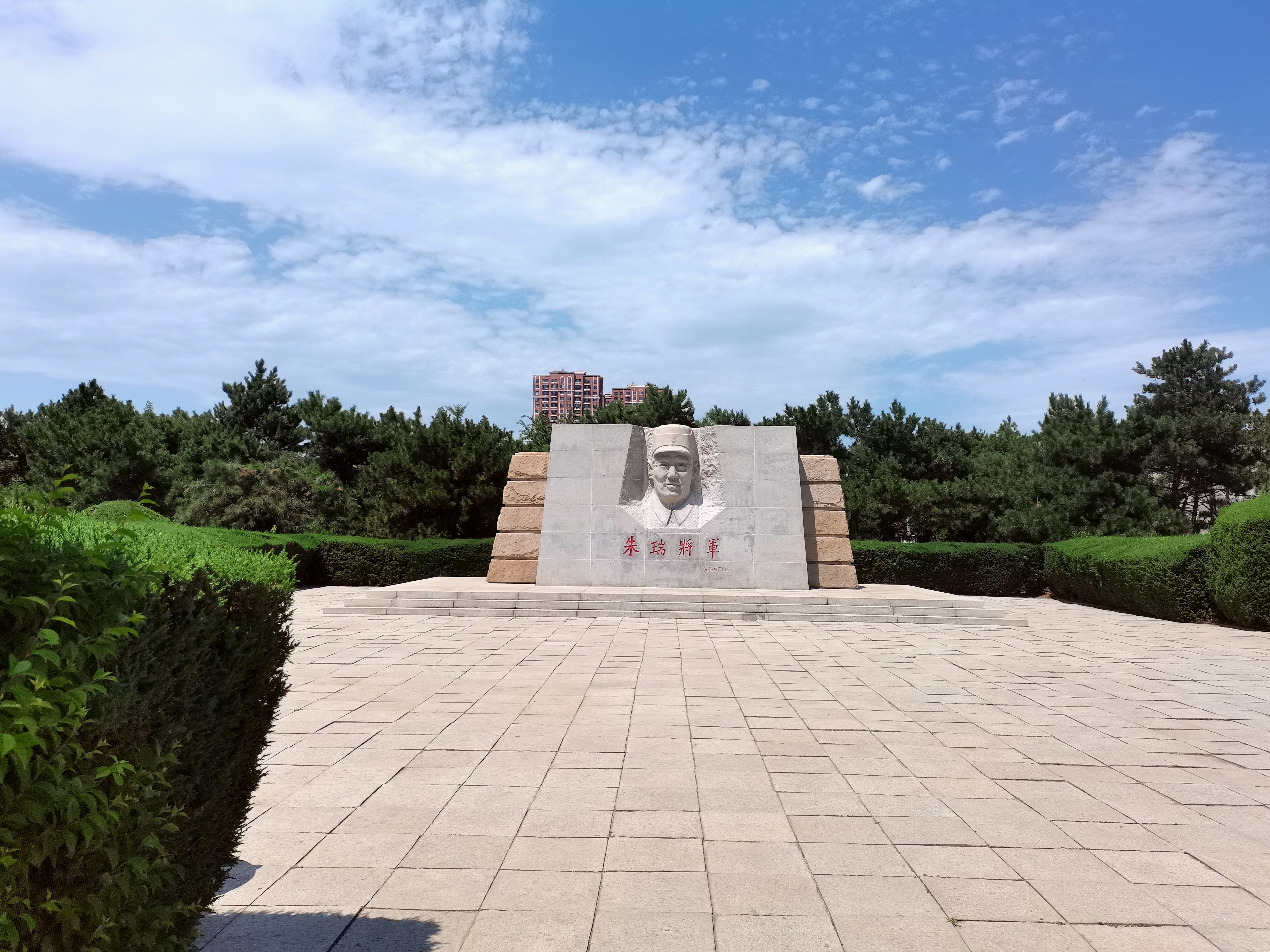
位于辽沈战役纪念馆的朱瑞将军纪念碑

抗战胜利后，朱瑞乘坐美军调停小组的飞机前往东北。朱瑞提出了“分散干部，搜集武器，发展部队，建立家业”的十六字方针，除派遣少部分干部到主力部队训练骨干外，其它师生全部分散到东起東寧，西至满洲里，南从长春，北到穆陵的广大地区收集武器。至1946年5月，共收集各种火炮700余门，炮弹50多万发，坦克12辆，汽车23辆，以及大量的零配件和各种器材。1946年夏，朱瑞任东北军政大学副校长兼东北炮校校长。10月，朱瑞任东北民主联军炮兵司令员，建立了一支独立建制的炮兵部队，在第二次国共内战中立下战功。1948年1月，朱瑞任东北军区兼东北野战军炮兵司令员。1948年10月1日，朱瑞在辽沈战役中率部攻克錦州义县，战后在前往前沿阵地时触地雷身亡。当时朱瑞只有四十四岁。